# شاهدخت چین
«شاهدخت چین» (به انگلیسی: Princess of China) یک ترانه ساخته شده توسط گروه آلترنتیو راک انگلیسی کلدپلی به همراه خواننده میهمان ریانا است و دهمین ترانه از پنجمین آلبوم استودیویی کلدپلی یعنی مایلو زالوتو است. متن شعر ان توسط خود اعضای گروه نگاشته شده‌است.